# 斯科特·佩里
斯科特·佩里（英語：Scott Perry；1962年5月27日—）是美国的一位政治人物，現任聯邦眾議員。

## 生平
自2013年開始，他是賓夕法尼亞州第4選舉區選出的美國眾議院議員。他的黨籍是共和黨。在成為國會議員之前，佩里於2007年至2013年擔任賓夕法尼亞州眾議院議員。佩里曾經在美國陸軍服役，官至准將。2021年2月，与威斯康辛州联邦众议员汤姆·蒂凡尼提出共同决议案，呼吁拜登政府终结“一个中国政策”並与台湾建立外交关系。